# Пристрасті за Володимиром
Пристрасті за Володимиром (рос. Страсти по Владимиру) — радянський художній фільм 1990 року, знятий режисером Марком Розовським.

## Сюжет
Співробітники одного НДІ вирішили організувати у себе в конторі концерт В.С. Висоцького, керівництво ж усіма силами намагається протидіяти ініціативній групі.

## У ролях
| Актор                | Роль                                       |
| -------------------- | ------------------------------------------ |
| Володимир Долінський | Ігор Миколайович, великий начальник        |
| Галина Борисова      | Рита, його секретарка                      |
| Ігор Старосельцев    | Станіслав Сергійович, голова профкому      |
| Олександр Лукаш      | Шурик, секретар комсомольської організації |
| Віра Улик            | Ера Георгіївна Гольдіна                    |
| Семен Фарада         | Махоня, референт                           |
| Петро Козюлін        | Петя Козюльман, інженер                    |
| Олександр Іванов     | Саша Іванов, інженер                       |
| Олександр Столяров   | Столяров, інженер                          |
| Андрій Ургант        | епізод                                     |

## Знімальна група
- Сценаріст : Марк Розовський
- Режисер : Марк Розовський
- Оператор : Костянтин Рижов
- Художник : Євген Гуков